# معركة بورن
معركة بورن (بالفريزية الغربية: Slach oan de Boarn، بالهولندية: Slag aan de Boorne) كانت معركة في القرن الثامن الميلادي بين الفرنجة والفريزيين بالقرب من مصب نهر بورن في ما هو الآن المقاطعة الهولندية فريزلاند.